# Shuji Ishikawa
Shuji Ishikawa (石川 修司, Ishikawa Shūji), est un catcheur japonais, qui travaille pour la DDT Pro-Wrestling (Dramatic Dream Team, DDT).

## Carrière

### Dramatic Dream Team (2003-2018)

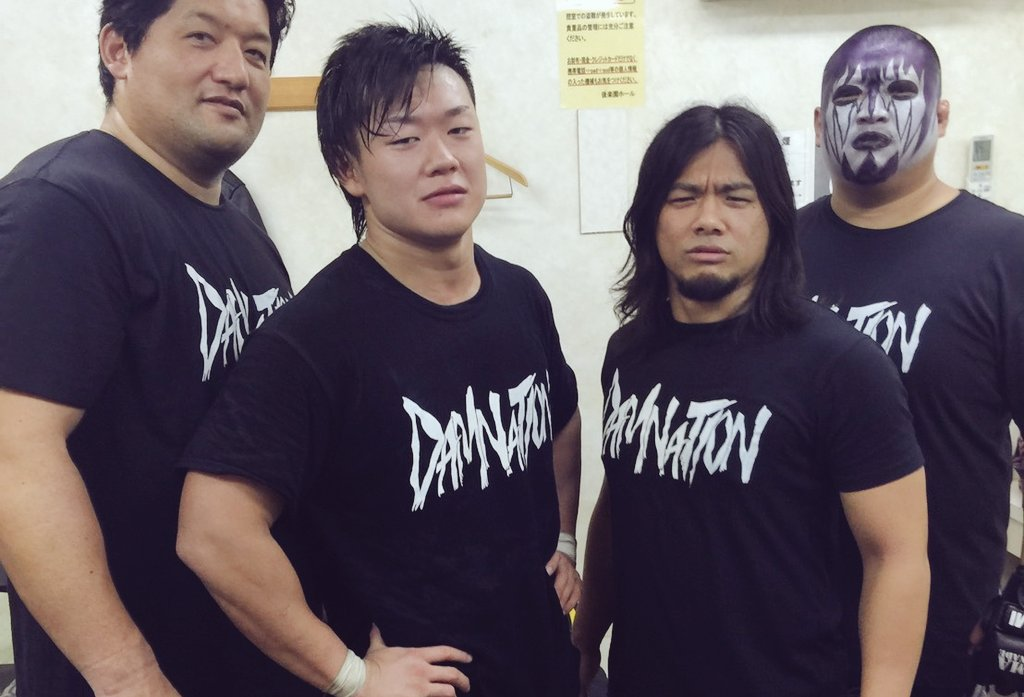
Ishikawa en tant que membre du groupe Damnation en Juillet 2016

Le 19 septembre 2011, il perd contre El Generico et ne remporte pas le DDT Extreme Championship.
Le 15 juin 2012, lui, Keisuke Ishii et Shigehiro Irie battent Hikaru Sato, Kenny Omega et Michael Nakazawa.
Le 21 mars 2016, lui et Daisuke Sasaki battent Konosuke Takeshita et Tetsuya Endo et remportent les KO-D Tag Team Championship,. Le 3 juillet, ils perdent les titres contre Kai et Ken Ohka. Il rejoint ensuite le groupe "Damnation", qui comprend également Daisuke Sasaki, Mad Paulie et Tetsuya Endo,. Le 28 août, il bat Konosuke Takeshita et remporte le KO-D Openweight Championship pour la quatrième fois,. Le 25 septembre, il conserve son titre contre Kazusada Higuchi.
Le 20 mars 2017, lui et Tetsuya Endo perdent contre Yukio Sakaguchi et Masakatsu Funaki et ne remportent pas les KO-D Tag Team Championship.

### Big Japan Pro Wrestling (2009-...)
Le 2 janvier 2013, il bat son grand rival Abdullah Kobayashi et remporte le BJW Deathmatch Heavyweight Championship.
Plus tard dans l' année, il forme avec Kohei Sato l'équipe Twin Towers et le 31 mai 2014, ils battent Yankee Two Kenju (Isami Kodaka et Yuko Miyamoto) pour remporter les BJW Tag Team Championship. Le 21 mars 2015, ils conservent les titres contre Yuji Hino et Yuji Okabayashi.
Le 31 mars, il perd le titre contre Daisuke Sekimoto,.

### All Japan Pro Wrestling (2015-...)
Le 3 janvier 2015, il fait ses débuts à la All Japan Pro Wrestling dans un Six-man tag team match où lui, Akebono et Shigehiro Irie battent Jun Akiyama, SUSHI et Takao Omori. Lors du premier tour du Ōdō Tournament 2015, il bat Takao Omori. Lors du second tour, il bat Kento Miyahara. Lors des Semi-Finales, il perd contre Akebono et est éliminé du tournoi.
Le 27 mars 2016, lui et Hoshitango perdent contre The Big Guns et ne remportent pas les AJPW World Tag Team Championship.
Il intègre ensuite le tournoi Champion Carnival, où il termine premier de son groupe avec 9 points et le 30 avril, il bat Joe Doering en finale et remporte le Champion Carnival 2017. Le 21 mai, il bat Kento Miyahara et remporte le AJPW Triple Crown Heavyweight Championship,. Le 11 juin, il conserve son titre contre Jake Lee. Le 17 juillet, il conserve son titre contre Suwama. Le 27 août, il perd le titre contre Kento Miyahara,. 

#### Violents Giants (2017-2021)
Le 23 septembre, il perd en finale du Ōdō Tournament 2017 contre Suwama et accepte après le match de former une équipe avec ce dernier.
Le 31 octobre, lui et Suwama battent Masayuki Kōno et Takanori Ito. Ils participent ensuite au World's Strongest Tag Determination League 2017, ou ils remportent cinq matchs pour trois défaites, obtenant une chance de se qualifier pour la finale. Le 12 décembre, ils battent Kento Miyahara et Yoshitatsu, puis plus tard dans la soirée, ils battent Okami (Daichi Hashimoto et Hideyoshi Kamitani) en finale et remportent le World's Strongest Tag Determination League 2017. Le 3 janvier 2018, ils battent Wild Burning (Jun Akiyama et Takao Omori) et remportent les AJPW World Tag Team Championship. Le 3 février, ils perdent les titres contre Kento Miyahara et Yoshitatsu. Le 30 juin, ils battent Sweeper (Dylan James et Ryoji Sai) et remportent les AJPW World Tag Team Championship pour la deuxième fois.
Lors de BJW To Was Gat Early, ils perdent leur titres contre Strong BJ (Daisuke Sekimoto et Yuji Okabayashi).
Le 30 juin 2019, ils conservent leur titres contre The End (Odinson et Parrow).
Le 2 janvier 2020, ils battent Zeus et Ryoji Sai et remportent les AJPW World Tag Team Championship pour la quatrième fois.
Le 24 octobre, Ils conservent leur titres contre Enfants Terribles (Shotaro Ashino et Kuma Arashi).

#### Retour en solo (2021-...)
Le 18 mars, il bat Jun Kasai dans un Glass Board, Barbed Wire, TLC & Alpha Death Match et remporte le Gaora TV Championship.

## Palmarès
- All Japan Pro Wrestling
  - 1 fois AJPW Triple Crown Heavyweight Championship
  - 5 fois AJPW World Tag Team Championship avec Suwama (4) et Kohei Sato (1)
  - 1 fois AJPW TV Six Man Tag Team Championship avec Chihiro Hashimoto (en) et Yuu (en)[42]
  - 1 fois Gaora TV Championship
  - Champion Carnival (2017)[43]
  - World's Strongest Tag Determination League (2017, 2019) avec Suwama

- Dramatic Dream Team
  - 4 fois KO-D Openweight Championship
  - 3 fois DDT Extreme Division Championship
  - 1 fois KO-D Tag Team Championship avec Daisuke Sasaki
  - King of DDT (2016)

- Union Pro Wrestling
  - 1 fois UWA World Tag Team Championship avec Masato Shibata

- Big Japan Pro Wrestling
  - 1 fois BJW Deathmatch Heavyweight Championship
  - 1 fois BJW World Strong Heavyweight Championship
  - 3 fois BJW Tag Team Championship avec Shigehiro Irie (1) et Kohei Sato (2)
  - Ikkitosen Strong Climb Tournament (2014, 2016)

## Récompenses des magazines
- Pro Wrestling Illustrated

| Année | 2013 | 2014       | 2015 | 2016 | 2017 | 2018 | 2019 | 2020 | 2021 | 2022 | 2023 | 2024 |
| ----- | ---- | ---------- | ---- | ---- | ---- | ---- | ---- | ---- | ---- | ---- | ---- | ---- |
| Rang  | 303  | Non classé | 225  | 110  | 112  | 105  | 106  | 135  | 162  | 370  | 382  | 311  |

- Tokyo Sports
  - Best Tag Team Award (2017) avec Suwama[45]